# 天天
天天（てんてん、12月28日生）は、日本の女性声優。関西在住。血液型A型。主にアダルトゲームに出演し、少女から妖艶な女性、加えて少年役まで幅広くこなす。

## 出演作品

### アダルトゲーム
- イカレタ教室 〜こんなのが当り前の授業風景!?〜（譲原 由貴）
- いじケア 〜ノエルくんのご奉仕日記〜（姫乃宮 ノエル/ジーナ・C・ウェンチェスター）
- 妹に!スク水着せたら脱がさないっ!（みちる）
- 淫奉の聖女（神宮寺 静音）
- 淫妖蟲（白鳥 武）
- 淫妖蟲 蝕（白鳥 武）
- うちの妹のばあい（天童寺 菜々子）
- 裏番組
- おねだりSweetie 〜恋のお色直しは何度でも〜（綾瀬 ゆずは）
- おれのなつやすみ2（梨絵）
- 学校のヤラシイ怪談 〜こんな恥ずかしい除霊させないで!〜（四ノ宮 静）
- 家庭教師のおねえさん 〜Hの偏差値あげちゃいます〜（秋月 沙良）
- 義母の吐息 〜背徳心に漂う母の色香〜（野口 奈緒）[注 1]
- ご奉仕☆プリンセス（フィアナ・ファルフォニスタ）
- こどもみるくぱふぇ（長谷川 愛）
- THE GOD OF DEATH（楠葉 舞）
- サマヨイ淫夢校舎（相原 茜）[2]
- さよならを教えて 〜comment te dire adieu〜（高田 望美）
- シオンの血族（和晃院 静佳）[3]
- ジュエルスオーシャン（天原 すせり）
- 侵蝕2 〜淫魔の生贄〜（槙村 千紗）
- すえぜん! 〜種を望む彼女〜（藤堂 知美）
- SNOW（佐伯 つぐみ）
- センチネル（掛川 陽樹）
- デミウルゴスの娘（大神 冴子）
- ドキドキ母娘レッスン 〜教えて♪Hなお勉強〜（一谷 千鳥）
- 友達以上恋人未満（橘 つぐみ）
- 特捜天使☆シェルセイバー（円樹 小春）
- ななみとこのみのおしえてA・B・C（朝倉 ゆうな）
- なりきりプリンセス 〜女になったボクを見て!〜（雑賀 淘子）
- ニセ教祖（栗栖 桐絵）
- はじめてのおいしゃさん（朝倉 ゆうな）
- 罵倒 リアルサモナー(三島 菜)
- はなマルッ!（桐嶋 菫）
- パラノイア（直江 千春）
- 孕女 〜俺はこの学園で復讐を成し遂げる〜（佐田 葵）
- 陽だまりの陰で（遠野 希亜/空 夏生）
- 人妻♪かすみさん 〜母娘と共同性活〜（松原 未央）
- Princess Bride（逢坂 遥奈、原田 ひかり）
- Princess Brave 雀卓の騎士（逢坂 遥奈、原田 ひかり）
- 封魔神社
- ボイン姉妹の個人授業（秋月 優佳莉）
- 保母さんといっしょっ! 〜双子とできるもん〜（結城 千鶴）
- 魔王と踊れ!（ウィッカ・アムリタ）
- 魔法少女マナ（物部香織）
- メイドさんしぃしー（霧降 澪）
- めいどさん☆すぴりっつ! 〜わたしの中にいるあなた〜（シャロ・プルチーニ）
- ラシエルの箱庭－少年と解放の呪文－（宮代 真璃絵）
- 凌辱ゲリラ狩り（ラトーナ）
- 凌辱ファミレス調教メニュー（神崎 紗耶香）
- 魔王と踊れ! コード:アルカナ（ウィッカ）[4]
- ウソツキは天使のはじまり（熊ノ郷 遥）